# 胡蒂爾斯凱 (哈爾科夫州)
49°57′24″N 35°0′50″E / 49.95667°N 35.01389°E
胡蒂爾斯凱（羅馬化：Khutirske）是位於烏克蘭東部哈爾科夫州博霍杜希夫區克拉斯諾庫茨克市鎮的村莊。該村始建於1912年，面積0.31平方公里，海拔高度126米，2001年人口22，人口密度每平方公里70.7人。